# KAJ
KAJ é uma banda finlandesa de língua sueca formada em 2009. O grupo é composto pelos cantores e comediantes Kevin Holmström, Axel Åhman e Jakob Norrgård. Eles representaram a Suécia no Festival Eurovisão da Canção de 2025 com a canção «Bara bada bastu».

## História
O trio, conhecido pelo seu humor, foi fundado na Ostrobótnia pelos finlandeses Kevin Holmström, Axel Åhman e Jakob Norrgård.
Fizeram a sua estreia discográfica com o álbum de estúdio intitulado Professionella Pjasalappar, lançado a 30 de junho de 2012. Seguiram-se os álbuns Lokalproducerat Pjas (2014), Kom ti byin (2016), Gambämark (2018), Botnia Paradise (2021) e Karar i arbeit (2024), bem como o álbum em direto Kaj 10 (Live) (2020).

### Eurovisão
Em 2025, os KAJ participaram no Melodifestivalen 2025, a seletiva sueca para a Eurovisão, com a canção «Bara bada bastu» , qualificando-se diretamente para a final. Acabaram por vencer a competição com 164 pontos e foram escolhidos também para representar a Suécia no Festival Eurovisão da Canção de 2025, em Basileia, na Suíça.
Esta será a primeira participação sueca na Eurovisão com uma canção em língua sueca desde 1998. A música alcançou um enorme sucesso global, chegando ao topo da tabela dos «Global Viral 50» no Spotify. A última vez que uma canção em sueco foi interpretada no Festival Eurovisão da Canção foi em 2012, quando a cantora finlandesa-sueca Pernilla Karlsson representou a Finlândia com När jag blundar.
Diz-se que os KAJ tiveram de alterar algumas das letras da sua canção para cumprir as regras da Eurovisão, pois utilizaram o palavrão finlandês perkele, semelhante ao «foda-se» português, é isto proibido pelas regras do festival.

## Discografia

### Álbuns de estúdio
- 2012 – Professionella Pjasalappar
- 2014 – Lokalproducerat Pjas
- 2016 – Kom ti byin
- 2018 – Gambämark
- 2021 – Botnia Paradise
- 2024 – Karar i arbeit

### Álbuns em direto
- 2020 – Kaj 10 (Live)

### EPs
- 2015 – Kajland
- 2015 – Kajland, Del 2
- 2015 – Kajland, Del 3

### Singles
- 2013 – Heimani i skick
- 2014 – Jåo nåo e ja jåo Yolo ja nåo
- 2015 – Pa to ta na kako?
- 2016 – Taco hej (Me gusta)
- 2017 – Paavos Barkbrö
- 2019 – Text-TV
- 2019 – Vems pojk e do?
- 2024 – Firmans man
- 2024 – Dansgolv
- 2025 – Bara bada bastu